# Wäscherschloss
Le Wäscherburg (ou Wäscherschloss) est un château fort se trouvant sur le territoire de la commune de Wäschenbeuren, au lieu-dit de Wäscherhof, dans l'arrondissement de Göppingen (Bade-Wurtemberg). Sa construction se situe entre 1220 et 1250. Le château se dresse à 436 m et domine la vallée de Beutental, offrant une vue directe sur la colline de Hohenstaufen.

## Histoire

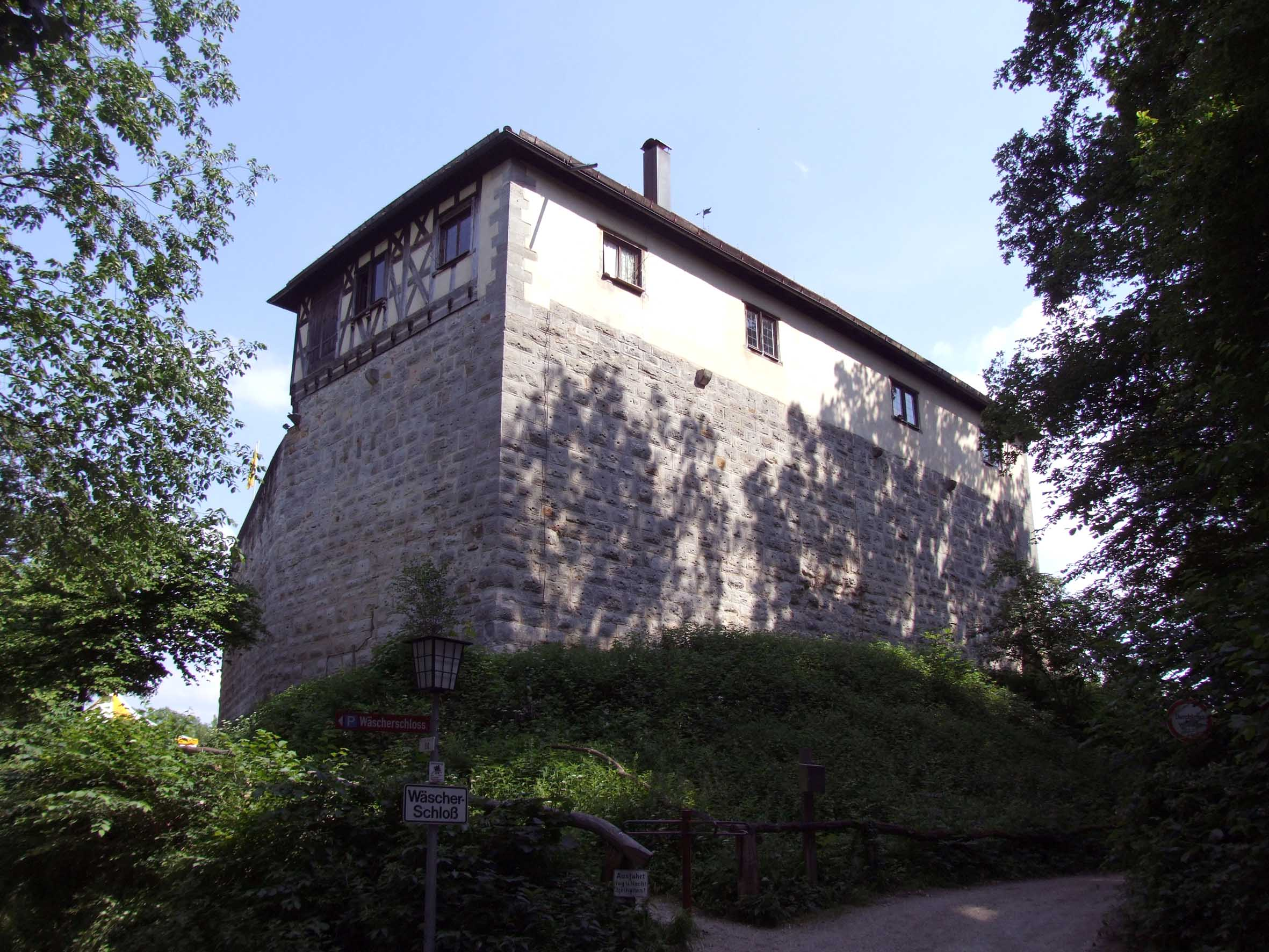
Face nord-ouest du Wäscherschloss.

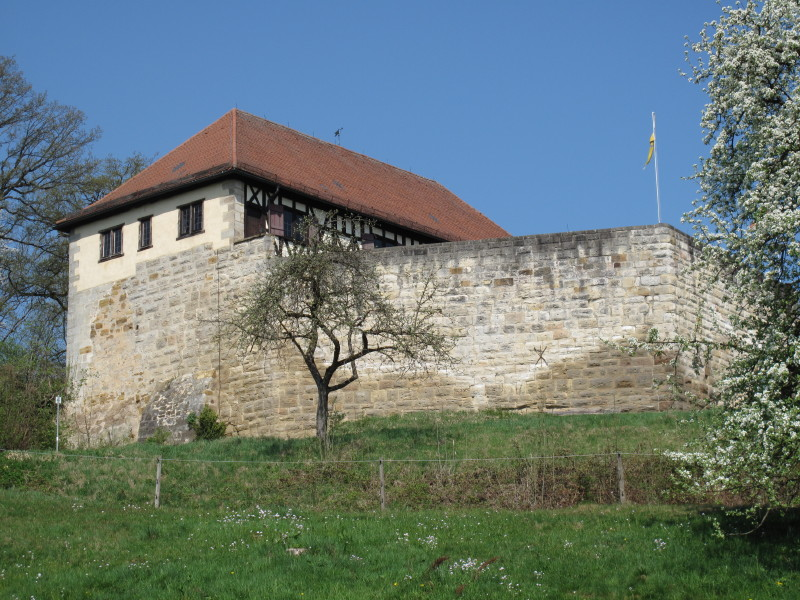
Face sud du Wäscherschloss.

Selon un arbre généalogique de Wibald de Stavelot, le fondateur de l'illustre dynastie des Hohenstaufen serait un certain Frédéric de Büren, ayant vécu au XIe siècle et apparemment originaire du Riesgau, le pays de Nördlingen. Par mariage avec Hildegarde d'Eguisheim, il aurait obtenu d'importantes possessions en Alsace. Leur fils, le duc Frédéric Ier de Souabe, fit construire un château fort sur la colline de Hohenstaufen. L'hypothèse selon laquelle le qualificatif von Büren renvoie au fief de Wäschenbeuren et au château qui l'administrait, le Wäscherburg, est absurde puisque ce dernier château n'a été édifié qu'au XIIIe siècle, vers la fin de l'époque des Hohenstaufen.
Les fouilles menées en 1957 sur le site des écuries de Burren, 600 m à l'ouest du Wäscherburg, ont montré qu'il y avait là un donjon dès le XIe siècle, qui fut reconstruit au XIIIe siècle, après l'édification du Wäscherburg,. Quoi qu'il en soit, la terre de Burren n'est plus considérée comme le berceau de la maison de Hohenstaufen.
Au début du XIIIe siècle, plusieurs châteaux des vassaux des Hohenstaufen furent édifiés alentour, tel le château fort de Hohenrechberg. Le Wäscherburg, qui aurait appartenu à l'origine aux barons Schenken von Schüpf, faisait partie de ceux-là.

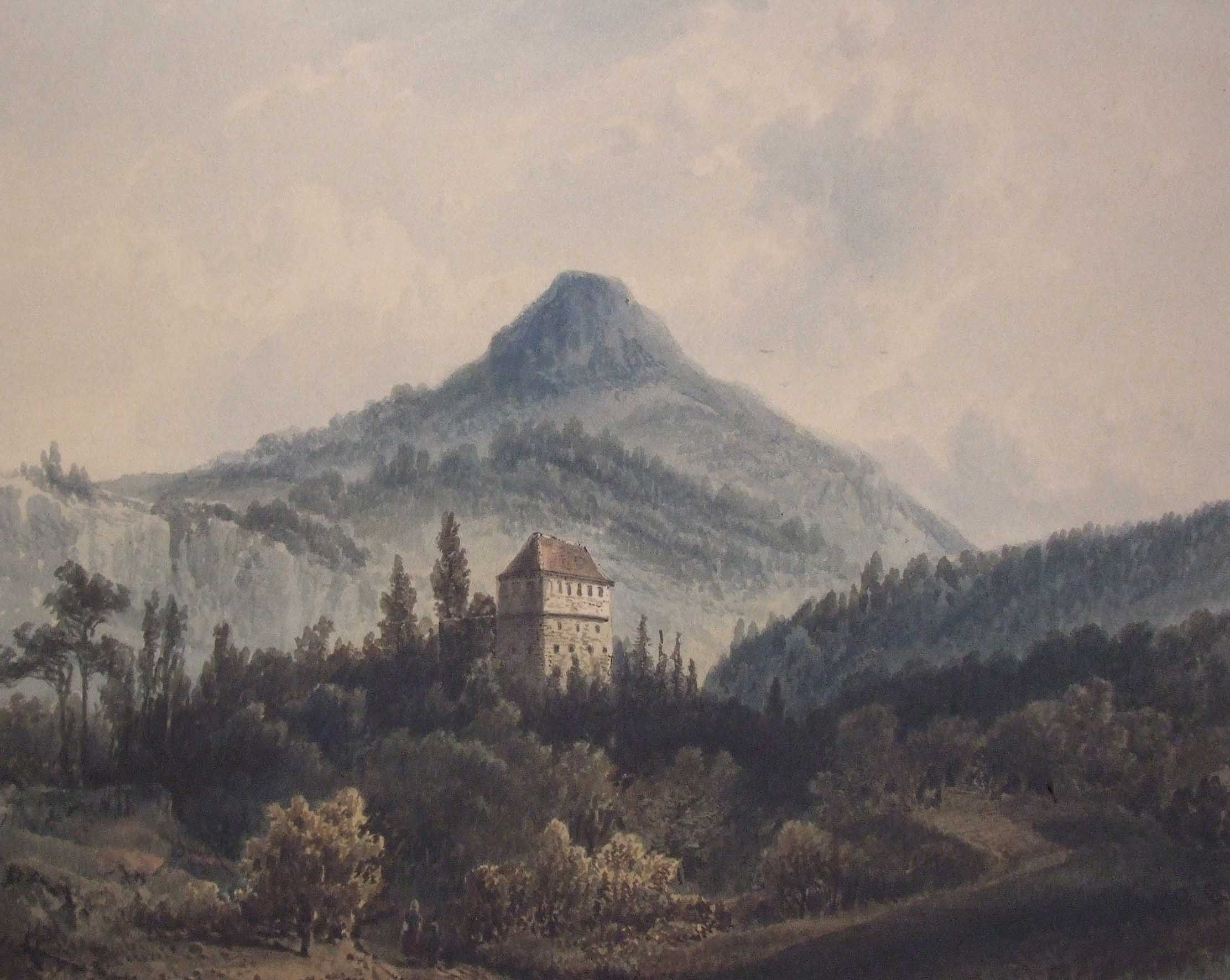
Aquarelle de Pieter Francis Peters (1855).

Le Wäscherburg apparaît dans les actes officiels en 1271, à l'occasion du procès opposant le monastère de Lorch à un chevalier du nom de Konrad der Wascher : Konrad renonce à ses prétentions sur la forêt de Welzheim et reçoit en dédommagement un château à « Buron. »
À la chute des Hohenstaufen, en 1274, l'émissaire impérial Walter von Limpurg confisque « le donjon de Staufen et le palais, dit Burgsess, ainsi que les terres et les serfs jusqu'au-delà du fleuve Rems » au profit de son gendre Ulrich von Rechberg. On a émis l'hypothèse que le Wäscherburg faisait partie de la dot. La forteresse fut en partie détruite au cours des guerres du Wurtemberg, en 1377. Puis le donjon fut agrandi d'un corps de logis qui a conservé son étendue jusqu'à nos jours. On distingue encore nettement l'appareil d'origine en façade du rez-de-chaussée, côté courtine. En 1380, un seigneur de Rechberg se présente dans un acte judiciaire comme Konrad zu Weschenburg, et c'est la première mention connue de ce nom.
En 1465, au Staufeneck, Vit von Rechberg échange avec l'archiduc Sigismond d'Autriche le château et le fief de Wäschenbeuren, qu'il récupérera cependant comme vassal, contre d'autres terres. Ce n'est qu'en 1599, à l'extinction de la lignée des comtes de Rechberg, que le Wäscherburg rejoint les biens de la famille d'Innsbruck. Avec le rattachement à la Couronne d'Autriche, le château fort devient l'octroi d'un bailliage d'Autriche antérieure, l'octroi de Wäschenbeuren. Il est agrandi à partir de 1484 en conservant au premier étage les colombages d'origine ; le second étage et la toiture actuelle remontent aux travaux de restauration entrepris en 1699.

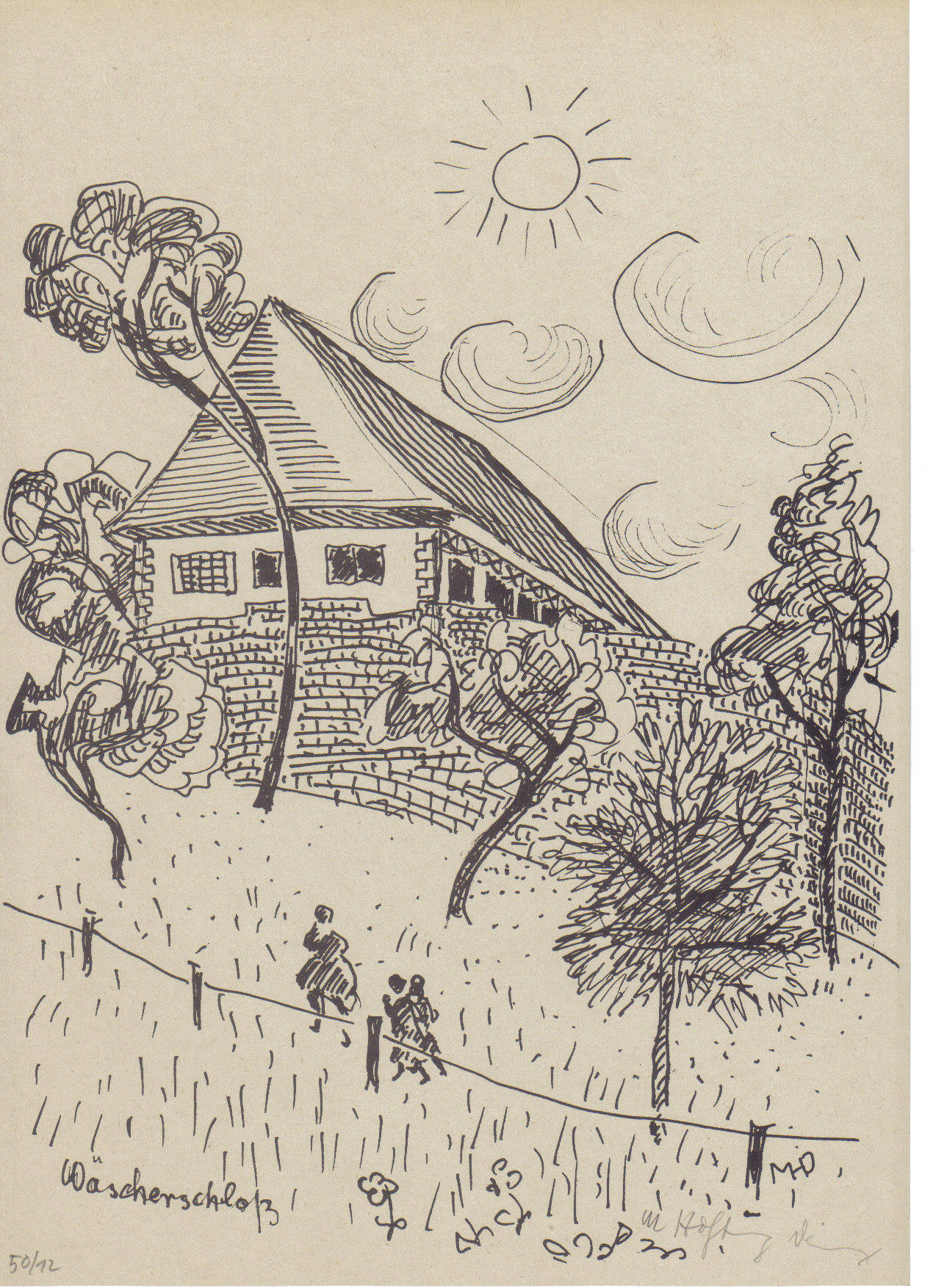
Wäscherschloss, dessin de Margret Hofheinz-Döring (1977).

En 1588, l'octroi de Wäschenbeuren est inauguré, privant le Wäscherburg de sa fonction administrative : il devient un logement de fonction, occupé en 1601 par deux familles de hauts fonctionnaires : celle du receveur impérial Zacharias Geizkofler, et celle du conseiller impérial Bartholomäus Bezz. Après la défaite de l'Autriche, en 1805, quoique le fief de Wäschenbeuren soit rattaché au Wurtemberg, le château demeure propriété des souverains d'Autriche, qui le revendent néanmoins en 1857 au royaume de Wurtemberg pour 155 000 florins. C'est ainsi que le château est aujourd'hui propriété entière de la Direction du patrimoine du Land Bade-Wurtemberg. En 1976, le château a fait l'objet de travaux de réhabilitation importants et depuis 1977, le Wäscherburg s'est imposé comme une étape touristique importante de la « Route des Hohenstaufen. »
Jusqu'en 2008, le château a fait fonction de musée : on pouvait y voir des instruments de musique anciens, des emblèmes et des ustensiles des siècles passés. Le château aurait dû retrouver cette fonction muséale dès le printemps 2010 mais la mise aux normes incendie a rallongé le chantier d'un an. Dans le cadre de ces travaux, les escaliers ont été séparés des étages par des cloisons en verre, l'étage a été équipé d'un toboggan d'évacuation et une cafétéria a été aménagée au rez-de-chaussée. Les travaux d'un montant de 500 000 euros, entrepris en septembre 2010, ont été pris en charge par le Land de Bade-Wurtemberg.
En 2011, le Land de Bade-Wurtemberg a élu le complexe « Château de l’année ». Les célébrations ont eu lieu le 28 mai 2011 au Wäscherschloss. Le mois précédent, le 14 avril 2011, le musée nouvellement conçu a été inauguré.

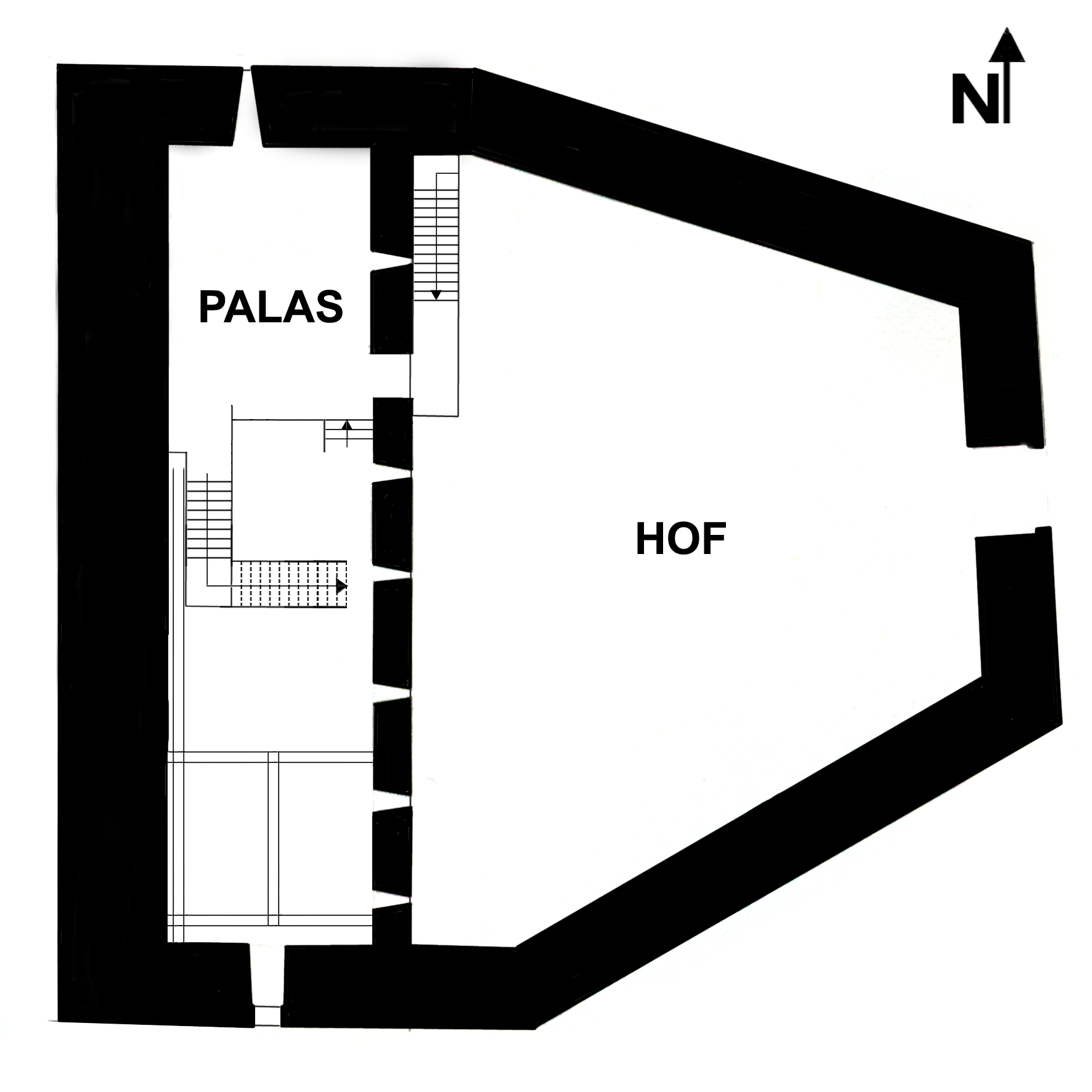
Vue en plan du Wäscherschloss

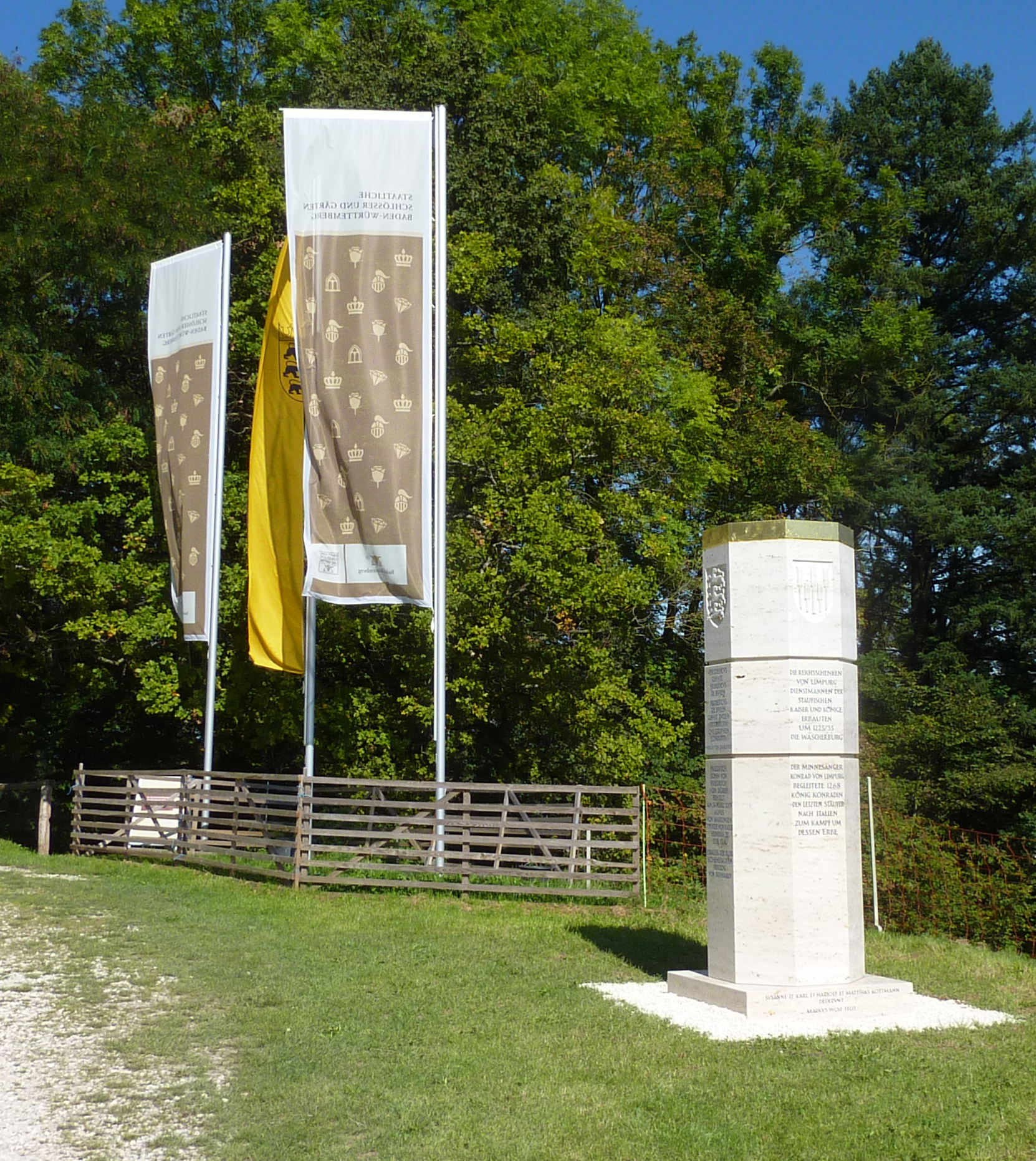
Le mémorial des Hohenstaufen (2014)

## Architecture défensive

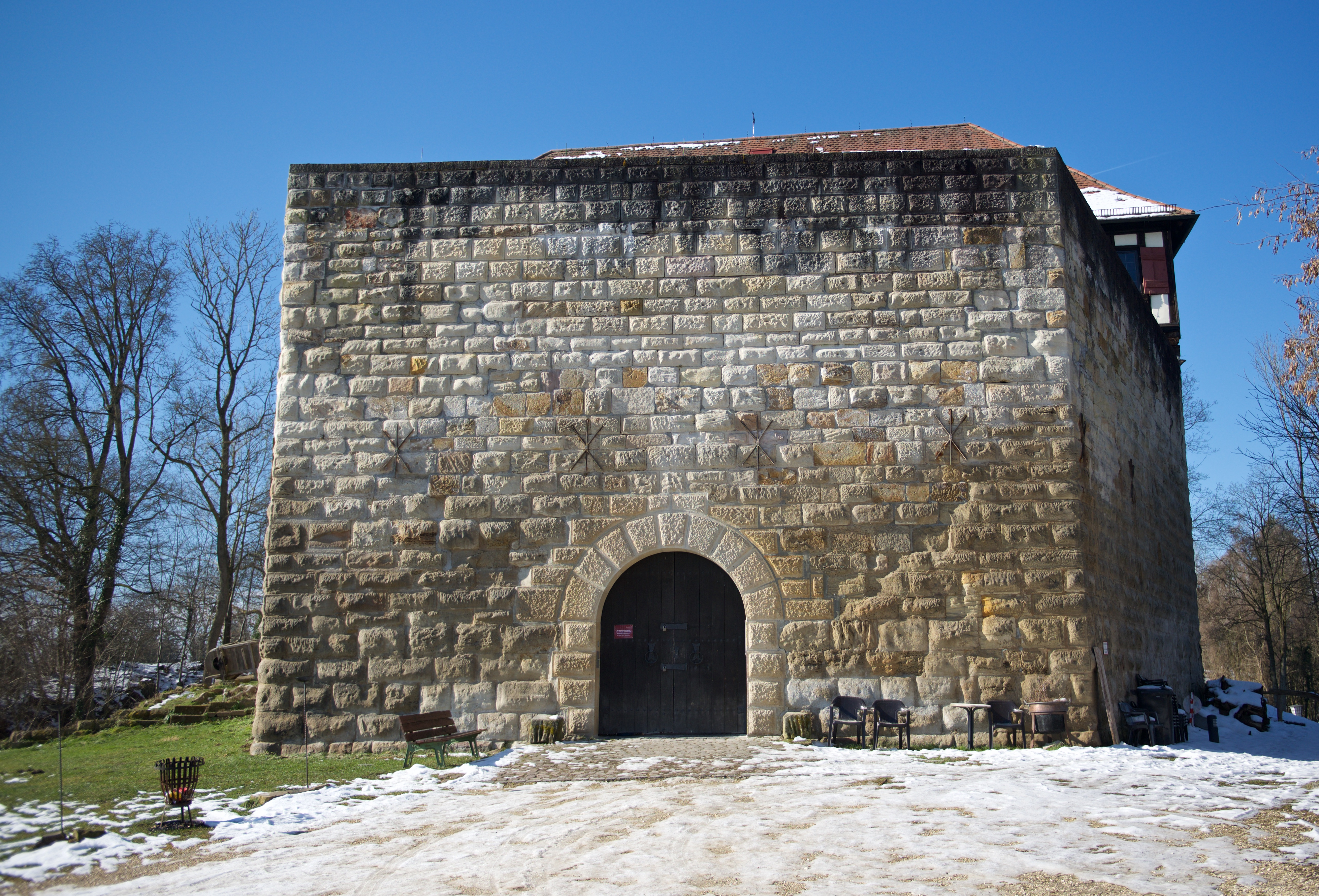
Porte du château.

De son architecture d'origine, le Wäscherburg a conservé le plan en trapèze du mur d'enceinte à bossages, édifié au XIIIe siècle ; seule la façade est et la porte, effondrée, ont été reconstruites en 1915. La moitié ouest comprend le corps de logis à trois étages, qui présente un mur à bossage sur la courtine. Un épais rempart extérieur couvre le château jusqu'au premier niveau, qui avait fonction d'habitation, et dont on a dégagé la charpente en bois lors des travaux de restauration, en 1977. Cet étage présente la charpente souabe typique à mortaises du XVe siècle. Le dernier étage et la toiture datent, comme on l'a dit ci-dessus, du XVIIe siècle.
Lors des fouilles menées dans le cadre de la réhabilitation du Wäscherburg, en 2011, on a dégagé une muraille en grès, épaisse de 70 cm à sa base. Le mur d'enceinte de la courtine était légèrement épaissi côté intérieur. Une coupe dressée en 1900, oubliée depuis, montre le profil de cette muraille. Les fossés et la seconde enceinte faisaient du Wäscherburg une véritable forteresse. Outre les remparts, on a mis au jour bon nombre d'ustensiles dont l'origine s'étale entre le XIIIe et le XIXe siècle.
Le 28 septembre 2014, un mémorial (la Stauferstele) dédié aux princes de Hohenstaufen a été inauguré face à la porte du château fort : c'est le 26e mémorial de ce genre réalisé en Allemagne.

## Éléments du folklore
Pour expliquer la toponymie, une légende prétend que l’empereur Barberousse, quittant le château fort de Hohenstaufen pour se rendre au tombeau de ses ancêtres, au monastère de Lorch, y aurait fait halte et s'y serait épris d'une lavandière. Il aurait construit pour cette femme le château fort de Büren. Ce récit se retrouve sur les armoiries de Wäschenbeuren.

## Voir également
- (de) Cet article est partiellement ou en totalité issu de l’article de Wikipédia en allemand intitulé « Schloss Wäscherburg » (voir la liste des auteurs).
- Site web officiel du château de Wäscherschloss
- Le château de Wäscherburg sur burgenwelt.de